# Блакитні Орли
Блакитні Орли (англ. Blue Eagles) — вертолітна пілотажна група Повітряного корпусу британської армії.

## Історія
Команда була сформована навесні 1968 року у Міддл-Воллопі п'ятьма інструкторами зі Школи армійської авіації Повітряного корпусу британської армії. Використовуючи п'ять гелікоптерів Bell-47G3B1 Sioux AH1 школи, ці пілоти практикували пілотажні виступи у вільний від основної роботи час.
Попри відсутність офіційної пілотажної підготовки в армії, команда досягла успіху під час авіашоу у Фарнборо того ж року і привернула таку увагу, що набула офіційного статусу під назвою «Блакитні Орли». До команди увійшло п'ять вертольотів Bell-47 Sioux. Її виступи можна було побачити на різноманітних заходах з всього Сполученого Королівства, від сільських карнавалів до річниці Битви за Британію. Виступали «Орли» і за кордоном, зокрема в Ісландії та Німеччині.
У 1974 році було вирішено, що армія не може дозволити собі утримувати пілотажну групу на повній робочій основі, і команду розпустили. Втім, пілоти-ентузіасти на Мідл-Воллоп зголосилися продовжити роботу з пілотажною групою на волонтерській основі у вільний час. Команда виступала під різними назвами, включаючи Eagles («Орли»), Army Eagles («Армійські Орли») і Sparrowhawks («Перепелятники»). Протягом цього часу команда літала на різних гелікоптерах Bell/Agusta, Aérospatiale Gazelle, Westland Lynx і Westland Scout, а іноді навіть використовувала історичні літаки та гелікоптери від Historic Army Aircraft Flight.
У 1982 році команда офіційно відновлена для виступу до срібного ювілею Повітряного корпусу, спочатку під назвою «Срібні Орли» (Silver Eagles). Була створена демонстраційна група, яка складалася з 6 літаків Lynx AH Mk1 плюс один одиничний Lynx AH Mk I. За сезону 1982 група виступала на численних авіашоу, в тому числі: Middle Wallop, RAF Odiham, RNAS Yeovilton, RAF Finningley Air Day, а також у Саутгемптоні та Портсмуті з нагоди повернення кораблів RMS Queen Elizabeth 2 і HMS Hermes з Фолклендів. Втім, команду було відновлено лише з нагоди святкування ювілею, і після завершення сезону її знову розформували.
У 1992 році команду відновили під назвою Eagles («Орли») на чотирьох гелікоптерах Lynx, які мали великий успіх у публіки. Але ці машини були постійно потрібні армії, і вона не могла часто надавати їх неофіційній команді. Тому в 1993 році команду було переукомплектовано, тепер вона складалася з чотирьох Gazelle і однієї Lynx. Ця команда знову отримала назву «Срібні Орли» і в такому складі виграла престижний приз «Меч Вілкінсона» на Royal International Air Tattoo. Після цього успіху їй у 1994 році дозволили повернутися до першої назви «Блакитні Орли». При цьому команда все ще складалася виключно з волонтерів.
З 1995 по 2007 рік «Блакитні Орли» були популярними та регулярними учасниками авіашоу Великобританії. У 2001 році до команди увійшла перша британська жінка-військовий пілот, сержант Джулі Вайлз.
У сезоні 2008 року, з нагоди святкування 40-річчя створення команди, «Блакитні Орли» виступали в розширеному складі, до якого входили Lynx, Gazelle, Scout, Alouette і ударний вертоліт Apache. Виступи у такій формації тривали лише один сезон.
Після сезону 2010 року команда призупинила діяльність — з фінансових міркувань та через застаріння флоту гелікоптерів Lynx. За можливості, команда іноді дає прості виступи та/або статичні покази.